# Éditions Cénomane
Pour Cénomane (Gaule), voir Cénomans.
Les Éditions Cénomane sont une maison d'édition française fondée en 1986 par Alain Mala.

## Présentation

### Collections et auteurs
Les éditions Cénomane ont développé plusieurs collections : « Histoire et documents », « Histoire militaire », « Mémoire du lieu », « Le siècle des petits trains » (en coédition avec La Vie du Rail), « Les patrons du Second Empire », « Beaux-Arts », « Littérature ».
C’est la collection « Littérature » qui, depuis 2005, mobilise l’essentiel de l’activité des éditions. Elle comprend des romanciers traduits du suédois, de l’espagnol, du catalan, du same, mais aussi quelques auteurs français.
Parmi les auteurs du catalogue : Allain Bernède, Alain de Dieuleveult, Louis Lebourdais, Jean-Pierre H. Tétart, Gérard Gourmel, Huguette Hérin-Travers, Jean-Claude Leroy, Fernando Marias, Juan Martini, Jean-Paul Mayer, Rafael Menjivar Ochoa, Märta Tikkanen, Carl-Henning Wijkmark.

### Ouvrages primés
- Jordi Pere Cerdà, Voies étroites vers les hautes terres, prix Méditerranée-Roussillon 2007
- Nils-Aslak Valkeapää, Migrante est ma demeure, prix de La nuit du livre 2009[3]

## Histoire
La société crée en avril 1986 a fait l'objet d'une dissolution volontaire en mars 2016.
La commercialisation des titres a été répartie entre plusieurs confrères : Eric Jamet, Quidam, Lunatique et Torcatis.